# سیارک ۳۲۴۵۳
سیارک ۳۲۴۵۳ (به انگلیسی: 32453 Kanamishogo، نامگذاری:2000SF42)۳۲۴۵۳امین سیارک کشف شده‌است که در ۲۶ سپتامبر ۲۰۰۰ کشف شد.